# Palpoctenidia semilauta
Palpoctenidia semilauta là một loài bướm đêm trong họ Geometridae.